# Т8М-700
Т8М-700 е вид трамвай, произведен от „Трамкар“ през 1999 – 2001 година. T8M-700 е модел осемосни трамвайни мотриси за еднопосочно движение с директно управление, модернизирани на базата на 6-осните T6M-700.
Повечето от тези трамваи са преобразувани в други или бракувани и неизползвани.

## Факти
Общо 15-те трамвая, произведени през периода 1999 – 2001, са им били сменени инв. номерата от 858-842 на 900-915. Повечето от тях се движат до 2016 или 2017 година.